# Kuramite
La kuramite è un minerale.